# 320 î.Hr.

## Nașteri
- dată necunoscută: Lycophron  (d. 280 î.Hr.)
- dată necunoscută: Meleager al Macedoniei  (d. ?)
- dată necunoscută: Asclepiade din Samos  (d. ?)
- dată necunoscută: Timocharis din Alexandria  (d. 260 î.Hr.)

## Decese
- dată necunoscută: Anaximene din Lampsacus retorician și istoric grec antic (n. 380 î.Hr.)
- dată necunoscută: Dinostratos  (n. 390 î.Hr.)